# St. Aegidius (Harthausen)

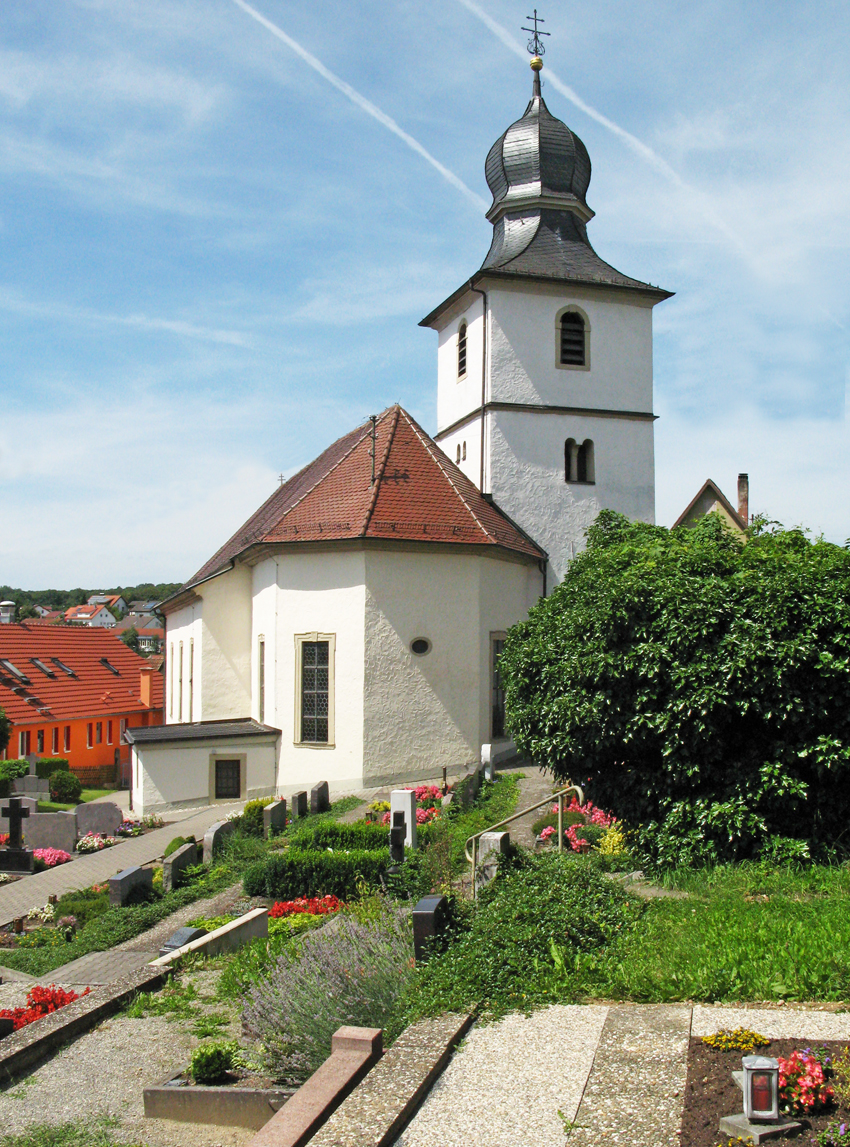
St. Aegidius in Harthausen bei Igersheim

Die römisch-katholische Pfarrkirche St. Aegidius in Harthausen, einem Ortsteil der Gemeinde Igersheim im Main-Tauber-Kreis, wurde im Jahre 1747 errichtet und ist dem heiligen Aegidius geweiht. Es handelt sich um eine Pfarrkirche mit barockem Schiff und teilweise romanischem Turm. Am Portal befindet sich die Jahreszahl 1747. Um die Kirche befindet sich eine alte Friedhofsmauer. Die Kirche St. Aegidius gehört zur Seelsorgeeinheit 2, die dem Dekanat Mergentheim der Diözese Rottenburg-Stuttgart zugeordnet ist. Die Aegidiuskirche ist ein Kulturdenkmal der Gemeinde Igersheim.